# Park Sung-hyun
Park Sung-hyun (n. 1 ianuarie 1983, Incheon, Coreea de Sud) este o arcașă sud-coreeană, medaliată olimpică. A participat la două ediții ale Jocurilor Olimpice (2004, 2008) în care a câștigat trei medalii de aur.